# 水雷艇
水雷艇（すいらいてい、英語: torpedo boat）は、水雷兵器を主兵装とした小型艦艇。19世紀後半に登場し、後に敵の水雷艇との交戦を任務に加えた駆逐艦に発展し、こちらに代替されていった。
なお、水雷艇は外燃機関を用いた排水量型の蒸気船であるのに対し、後に出現する魚雷艇は内燃機関を用いた滑走船型のモーターボートで、明確に異なる艦艇だが、英語の"torpedo boat"という単語そのものにはそのような区別がないため、日本語に訳出する際に混同される場合もある。

## 歴史

### 水雷兵器の進化と水雷艇の登場
小型艇をもって敵の大型艦を攻撃するという海戦術は、古来から広く実施されてきた。例えば帆船時代の海戦戦術の一つとして、各種装載艇に強襲隊員を配員し、オールで航走して敵の根拠地内に突入して、敵の停泊艦隊を強襲することが行われた。しかし、こういった強襲作戦は基本的に移乗攻撃を前提としたものであった。大型艇にはカロネード砲を搭載することもあったが、これも対艦兵器というよりは火力支援用としての性格が強かった。
その後水雷兵器が発達したことで、小型艇でも敵の大型艦を撃破しうる可能性が見いだされるようになった。初めて攻撃的に用いられた水雷兵器は外装水雷で、小型艇の艇首から長い棒を前方に突き出し、その先端に触発信管付きの爆薬を取り付けたものであった。これは南北戦争で実戦投入され、1864年10月には合衆国海軍のウィリアム・クッシング海尉が指揮する小型ボートがプリマス港に侵入。停泊していた連合国海軍の装甲艦「アルバマール」を外装水雷で攻撃し、撃沈するという戦果を挙げているが、ボートも爆発の余波で沈没した。同年、逆に連合国海軍の潜水艇「H・L・ハンリー」が外装水雷で合衆国海軍のスループ「フーサトニック」を撃沈したが、こちらも自艇も爆発に巻き込まれて沈没した。このように外装水雷は攻撃的に用いることが可能ではあったが、敵艦とほとんど舷を接するまで肉薄する必要があり、攻撃側からみても危険極まりない戦法であった。
世界初の近代的な水雷艇とされるのが、1873年にイギリスのソーニクロフト社がノルウェー海軍の注文により建造したもので (HNoMS Rap) 、排水量7.5トン、速力15ノット、兵装として曳航水雷を装備した。これはロープで水雷を曳航して敵艦の前路を横断し、敵艦の進路上に水雷が来るようにするものであった。
これと前後して、攻撃用水雷の決定版として登場したのが自走水雷（locomotive torpedo; 後の魚雷）であった。まず1865年、オーストリア＝ハンガリー帝国海軍のジョヴァンニ・ルッピス海佐によって発想され、1868年には、同国のフィウーメ（現在のクロアチアのリエカ）で舶用機関工場を経営していたイギリス人技術者であるロバート・ホワイトヘッドによって実用化された。1869年からはイギリス海軍による試験も開始され、1877年には実戦にも投入された。これはイギリス海軍の非装甲蒸気フリゲート「シャー」がペルー反乱軍の装甲艦「ワスカル」に対して発射したものであったが、このときは命中しなかった。その後、露土戦争中の1878年1月14日、ロシア帝国海軍のステパン・マカロフ大尉が指揮する水雷艇母艦「コンスタンチン大公」から発進した艦載水雷艇2隻がオスマン帝国海軍の砲艦「インティバフ」を襲撃、ホワイトヘッド魚雷によってこれを撃沈したことで、史上初の魚雷による戦果が記録された。
そして1879年、イギリス海軍では、外装水雷を主兵装とする水雷艇として建造していた「ライトニング」の艦首に魚雷発射管を装備して、魚雷を装備した水雷艇の嚆矢となった。

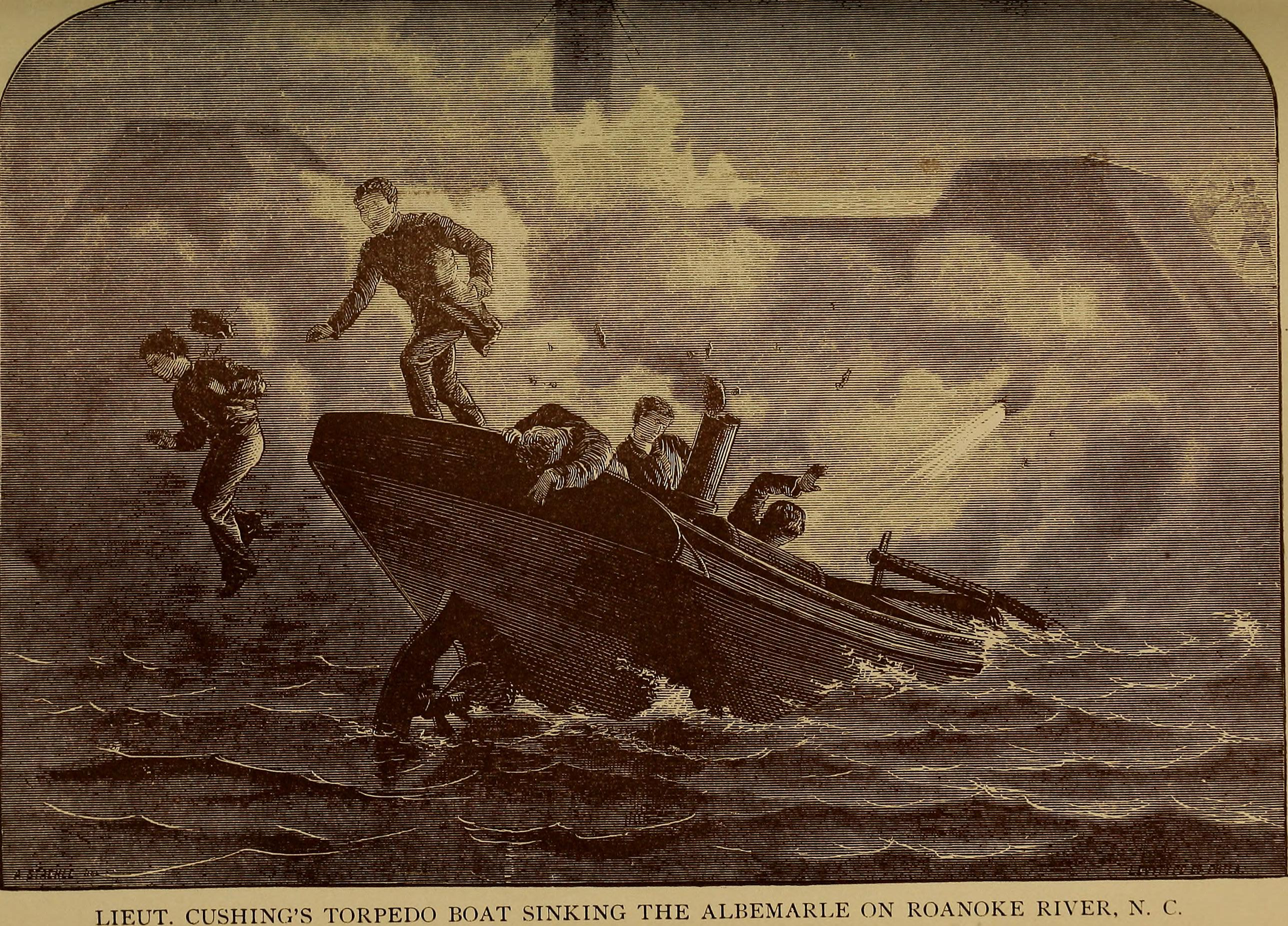
「アルベマール」への水雷攻撃
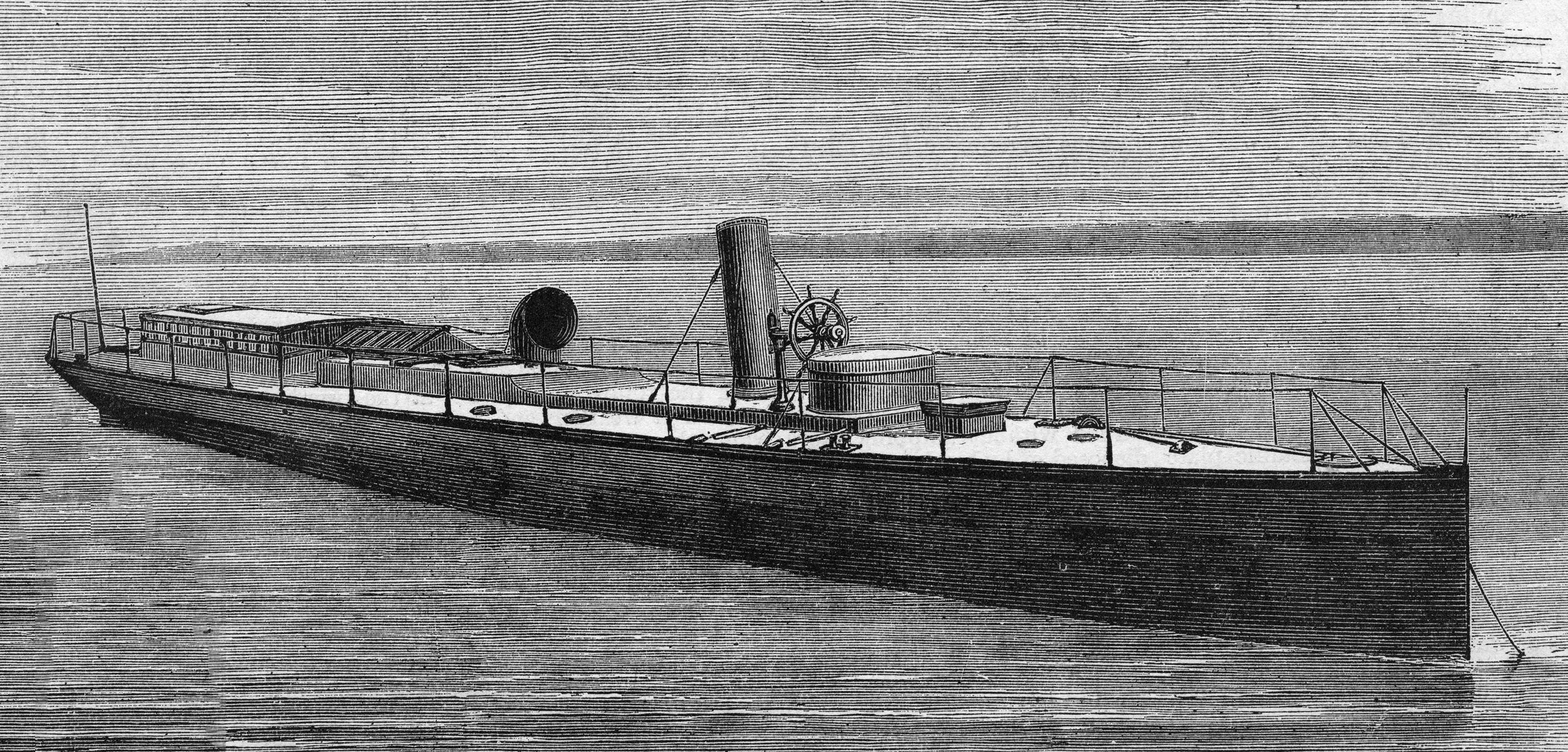
イギリス海軍「ライトニング」

### 進化と駆逐艦の登場
当時、重砲でも大型の装甲艦を撃破することは難しかったのに対し、魚雷を用いれば安価な小型艇でもこれを撃破しうることから、1880年代には各国海軍は競って水雷艇を建造した。航洋性・航続距離の向上や兵装の拡充のため、水雷艇は大型化していった。上記の「ライトニング」は排水量27トンだったが、やがて100トン級の大型艇も出現した。同時に船体と機関の軽量化、特にコンパクトなボイラーと主機の開発によって速力も向上した。強制通風装置付きの機関車型ボイラーや水管ボイラーの採用によって蒸気発生量が増大し、1890年代には20ノット以上の水雷艇が多く登場していた。例えばイギリス海軍の1892-93年度計画でヤーロウ社が建造した140フィート型水雷艇は、排水量105トンで23.5ノットの速力を発揮することができた。
このような水雷艇の進化を背景に、1880年代のフランス海軍では魚雷の攻撃力を重視した青年学派と呼ばれる海軍戦術の研究グループが台頭していた。1881年、これを受けてフランス共和国議会下院は装甲戦艦の建造を中断するかわりに70隻の水雷艇の建造予算を認可し、1886年にはさらに100隻の水雷艇と14隻の高速巡洋艦が加わった。これはイギリス海軍にとって、フランス海軍が外洋では高速巡洋艦で通商破壊戦をおこない、近海では敏捷な水雷艇を重視するという作戦に切り替えたことを意味するように思われた。世界的に見ると、1890年末の時点では7つの海軍大国に合計800隻以上の水雷艇があった。これが1896年末になると、同じ7か国で合計1,200隻以上に増加していた。日清戦争中の1895年には、威海衛の戦いで初の大規模な魚雷攻撃が実施された。この攻撃作戦には2晩にわたって延べ15隻の水雷艇が投入され、4隻の艦船が撃沈されて北洋艦隊は実質的に止めを刺された。
このように水雷艇が普及・台頭するのに伴って、それらの襲撃から主力艦を防護する必要が生じた。その任に充てるため、まず1880年代後半に水雷巡洋艦を元に小型・高速化を図った水雷砲艦が登場した。しかし外洋での航洋性が十分ではなく、また小型の艦に大出力の機関を搭載したため振動などのトラブルが絶えなかった。一方、敵の水雷艇の攻撃を防ぐにはより大型・強力な水雷艇が効果的という考えで登場したのが水雷艇駆逐艦であり、イギリス海軍の1892年度計画で建造された「ハヴォック」と「デアリング」が端緒となった。これらは当時のいかなる水雷艇よりも大型・強力であり、かつ高速であった。
水雷艇駆逐艦は、後には単に駆逐艦と呼ばれるようになった。上記のように水雷艇自体が大型化と兵装強化を志向していたこともあり、駆逐艦は水雷艇の上位互換としてたちまち世界各国に普及していった。駆逐艦は1900年代には、水雷艇の駆逐に加えて敵艦隊への水雷襲撃が任務に加わり、潜水艦に対する攻撃、偵察や哨戒、機雷掃海など多岐にわたる任務に酷使される便利な艦種に成長していった。これに伴い、従来の水雷艇は次第に建造されなくなっていった。例えば大日本帝国海軍では、1898年制定の類別等級では駆逐艦を「駆逐艇」として水雷艇の一部に分類していたが、1900年には水雷艇から分離して「駆逐艦」と改称した。水雷艇の建造は1904年竣工の9隻が掉尾となり、これらも1923年末で全て除籍されて種別そのものも廃止された。
ただし独航を前提とした水雷艇が建造されなくなった後でも、戦艦や装甲巡洋艦などに搭載される艦載水雷艇（vedette boat）には小型魚雷発射管を装備したものもあり、小型艇の持つ戦術的価値についての認識は残っていた。日本海軍でも、昭和期に入ってからも艦載水雷艇の搭載・運用は継続されていたが、形態としては艦載水雷艇のものを踏襲していたとはいえ実質的にはピケット・ボートや交通艇としての役割を担っており、水雷艇としての機能はなかった。一方、イギリス海軍は第一次世界大戦においてモーターボートを艦載水雷艇のように運用することを着想し、まもなくCMB (Coastal Motor Boat) として独航による沿岸域での水雷襲撃も行うようになり、魚雷艇の端緒となった。

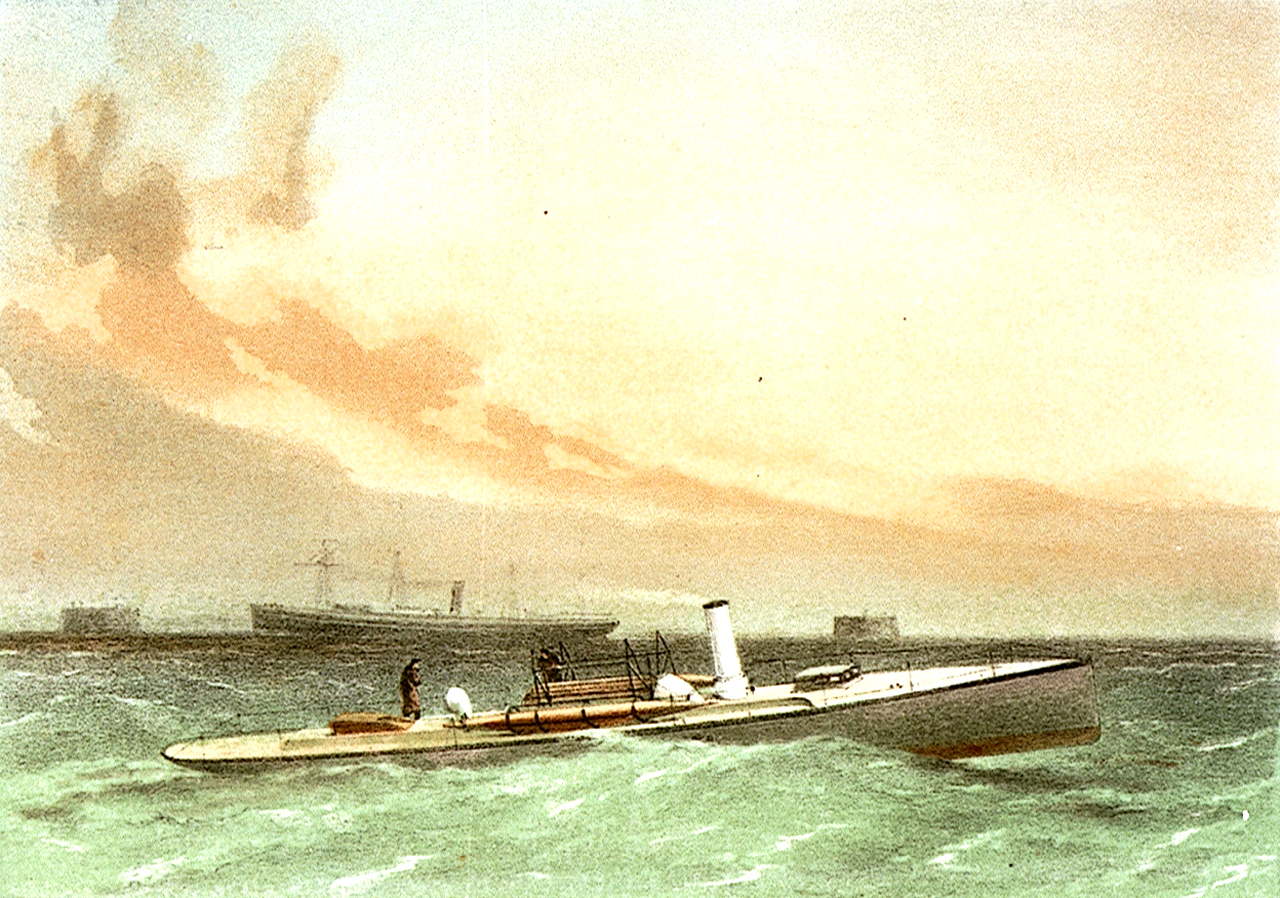
1880年のイギリス海軍2等水雷艇
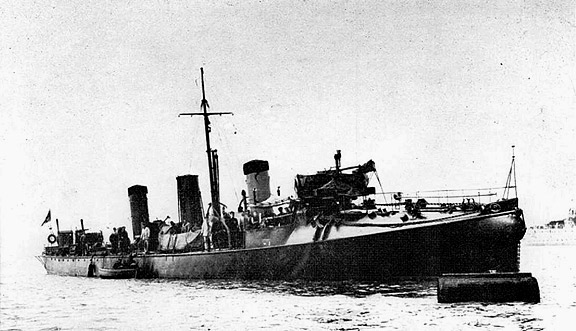
イギリス海軍の駆逐艦「ハヴォック」

| タイプ           | 初竣工年 | メーカー     | 排水量（トン） | 速力（ノット） | 建造数 |
| ---------------- | -------- | ------------ | -------------- | -------------- | ------ |
| 第一号型水雷艇   | 1881年   | ヤーロー     | 40             | 17             | 4      |
| 小鷹             | 1888年   | ヤーロー     | 203            | 18             | 1      |
| 第五号型水雷艇   | 1892年   | シュナイダー | 54             | 20             | 16     |
| 第二一号型水雷艇 | 1894年   | ノルマン     | 78             | 20             | 2      |
| 第二二号型水雷艇 | 1893年   | シーハウ     | 83             | 23             | 19     |
| 第二九号型水雷艇 | 1900年   | ノルマン     | 89             | 22.5           | 2      |
| 隼型水雷艇       | 1900年   | ノルマン     | 152            | 28.5           | 15     |
| 白鷹型           | 1900年   | シーハウ     | 123            | 25             | 1      |
| 第三九号型水雷艇 | 1901年   | ヤーロー     | 110            | 27             | 10     |
| 第五〇号型水雷艇 | 1900年   | ノルマン     | 53             | 20             | 10     |
| 第六七号型水雷艇 | 1903年   | シーハウ     | 88             | 23.5           | 9      |

## 小型駆逐艦としての水雷艇
上記のようにフランス海軍は早くから水雷艇に着目してきたが、その分だけ駆逐艦への移行が遅れ、第一次世界大戦時にも水雷艇が依然として多く残っていた。その後、大戦後の水雷戦力の再構築にあたっては、他国の駆逐艦に相当する艦隊水雷艇（Torpilleur d'escadre）と、これよりも一回り大きく軽巡洋艦に近い運用を想定した水雷艇駆逐艦（Contre-torpilleur）が並行して整備されることになり、1922年度計画でそれぞれブーラスク級およびシャカル級として建造を開始した。
一方、ヴァイマル共和政下のドイツでは、メーヴェ級（1923型）を端緒として駆逐艦の整備を再開したが、ヴェルサイユ条約による軍備制限のために小型で余裕がない艦しか保有することができず、部内分類としては水雷艇（Torpedoboot）と称されていた。その後、軍備制限の破棄を前提に上記のフランス海軍の大型駆逐艦（水雷艇駆逐艦）に対抗できる有力艦として建造されたZ1型駆逐艦が1937年に就役すると、これらの小型駆逐艦は正式に水雷艇に類別変更された。ただしこのように大型の駆逐艦（Zerstörer）が建造されるようになったあとでも、これらを補完する沿岸用駆逐艦としての水雷艇の建造も継続されており、T22型水雷艇では基準排水量1,297トンまで大型化した。
大日本帝国海軍では、1930年のロンドン海軍条約で駆逐艦の保有が制限されたため、条約制限外の小型艦によって駆逐艦の任務を代替させることを構想した。上記のように大正時代に廃止した「水雷艇」の類別を復活させ、千鳥型を端緒として建造を開始した。これは600トン未満の排水量で1,000トン型駆逐艦に準ずる性能を実現しようとした野心的な設計であったが、いずれも極端なトップヘビーに陥って友鶴事件に代表される転覆事故などを起こしていた。同軍縮条約から脱退して無条約時代に入ると、昭和9年度計画で建造された鴻型を掉尾として水雷艇は建造されなくなった。
大陸ヨーロッパでも、日本と同じように制限外艦艇としての水雷艇に着目した国があり、フランス海軍はラ・メルポメーヌ級、イタリア王立海軍はスピカ級を建造した。またスピカ級のうち第二次世界大戦を生き延びた艦は、イタリア共和国憲法体制下のイタリア海軍でも再就役し、1950年から1952年にかけて高速コルベットとして改修されており、北大西洋条約機構のペナント・ナンバーとしてはフリゲートとして扱われた。

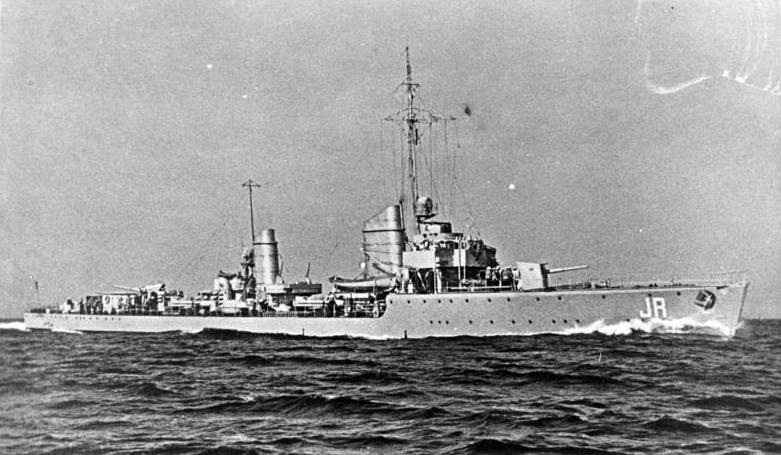
ドイツ海軍「ヤグアル」
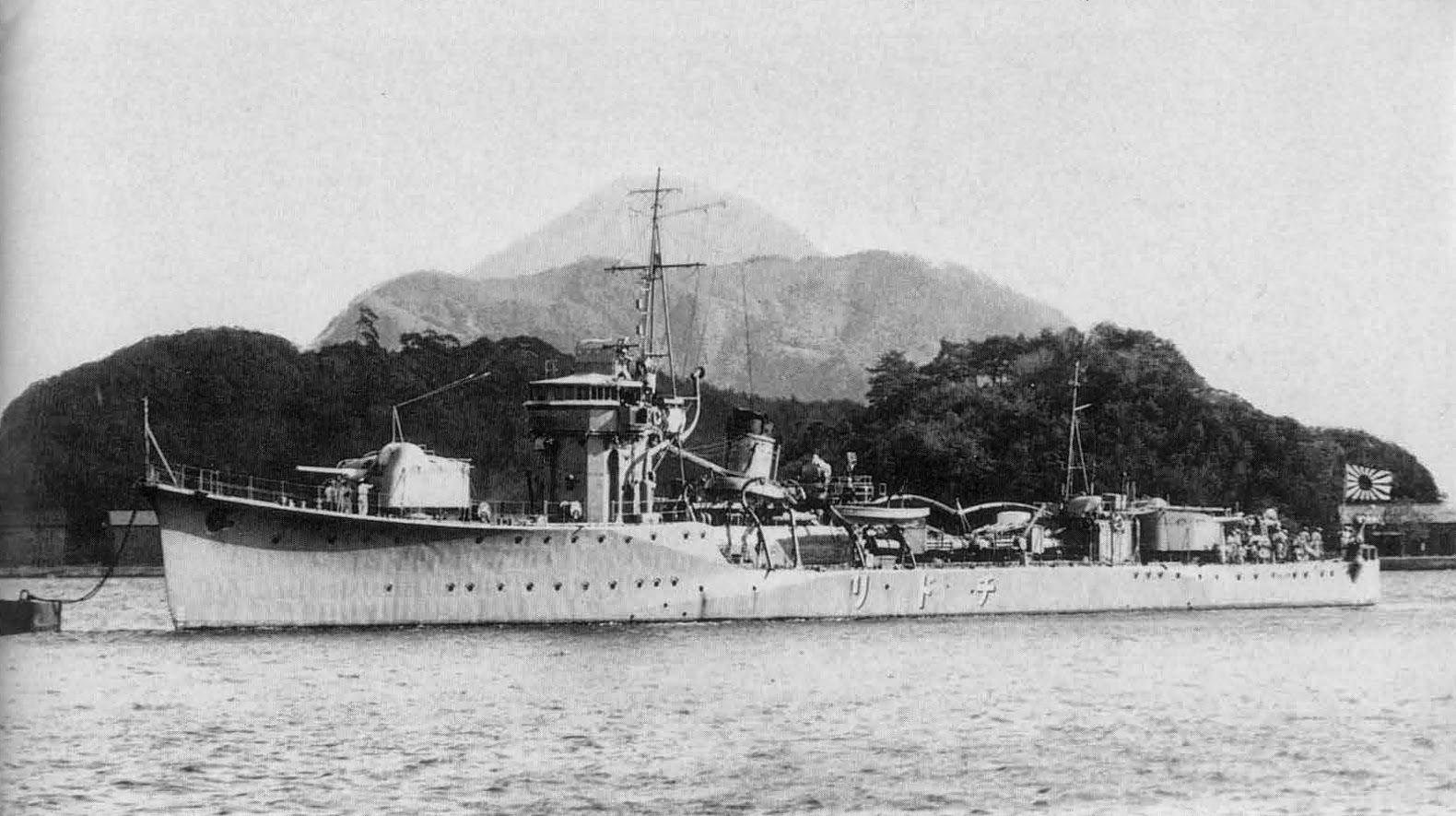
大日本帝国海軍「千鳥」